# 水上悟志
水上悟志（日语：／ Mizukami Satoshi，1980年2月20日—）是一名日本男性漫畫家，大阪府出身。大阪綜合設計專門學校漫畫學科畢業。

## 簡介
水上悟志為大阪府人，但有一段時期住在東京都。於《天使相談所》連載期間從大阪移居至關東，2010年時在千葉縣船橋市設了工作室。在《YOUNG KING OURs》2008年4月號的作者評論中提到自己已28歲。喜歡青蛙、酒、妖怪等等東西，在其作品中以各種形式一再登場。
對自己的畫力有些許情結，在《YOUNG KING OURs》的訪談等處曾不只一次地說自己的畫還不是很好，對於過去的自己認為還需要多加磨練畫技。
學生時期曾學習過柔道與日本拳法。

## 風格
其作品題材大多是非日常的事物，自底層流露出來的主題與角色臺詞之中可以看見對於日常的強烈意識、自身責任與自我實現、和他人的聯繫等等，探討在日常之中人要如何做才是最好的思想貫穿著作品。
在一部分作品之間，具有共同的世界觀。

## 作品列表

### 單行本
- 散人左道（日语：散人左道）（《YOUNG KING OURs》2002年11月号 - 2004年7月号（少年畫報社）、全2卷） - 連載出道作
- 水上悟志短篇集（水上悟志短編集）
  1. 男友變青蛙（げこげこ）（單篇作品集） 2004年
  2. 啾啾狂想曲（ぴよぴよ）（《YOUNG KING OURs增刊號OURsPlus》2006年9月号 - 2007年1月号）2007年
  3. （《YOUNG KING OURs》）2012年
- 天使相談所（日语：エンジェルお悩み相談所）（《Manga Time Jumbo（日语：まんがタイムジャンボ）》2004年 - 2006年）、全1卷。（2007年、2012年發行「新裝版」）
- 星光防衛隊（日语：サイコスタッフ）（《Manga Time Kirara Forward》Vol.1 - Vol.7、全1卷）
- 惑星公主蜥蜴騎士（惑星のさみだれ）（《YOUNG KING OURs》2005年6月号 - 2010年10月号、全10卷）
- 戰國妖狐（戦国妖狐）（《月刊Comic BLADE》2008年2月号 - 《MAGCOMI》2016年5月20日、全17卷）
- Spirit circle-魂環-（スピリットサークル -魂環-）（YOUNG KING OURs、2012年7月号 - 2016年5月号、全6卷）
- おれのまんが道（仮）→ まんが左道（YOUNG KING OURs - 連載中） - 隨筆漫畫
- 二本松兄妹與木造溪谷的冒險（二本松兄妹と木造渓谷の冒険）（《YOUNG KING OURs》2017年8月号 - 2018年1月号、全1卷）
- 水上悟志短篇集「放浪世界」（水上悟志短編集「放浪世界」）（2018年、全1卷）
- Planet With 行星與共（プラネット・ウィズ）（《YOUNG KING OURs》2018年6月号 - 2022年9月號、全8卷）
- 世界盡頭的索爾特（最果てのソルテ）（《MAGCOMI》2020年1月20日 - 不定期連載）

### 其他
- 蒼藍鋼鐵戰艦 -ARS NOVA- （動畫、2013年）第10話 End Card
- 我們大家的河合莊（動畫、2014年）第2話 End Card
- Planet With（動畫、2018年）系列構成、名稱（腳本原案）、人物原案[3]

## 外部連結
- （日語） 続・みずかみ小屋 （页面存档备份，存于） - 作者本人經營的官方部落格
- 水上悟志 (nekogaeru)的X（前Twitter）